# Salix inamoena
Salix inamoena är en videväxtart som beskrevs av Hand.-mazz.. Salix inamoena ingår i släktet viden, och familjen videväxter. Inga underarter finns listade i Catalogue of Life.